# 空より高く
「空より高く」（原題： Up from the Skies）は、ザ・ジミ・ヘンドリックス・エクスペリエンスが1967年に発表した楽曲。

## 概要
1967年12月1日に発売されたセカンド・アルバム『アクシス:ボールド・アズ・ラヴ』に収録され、翌年1968年2月26日にアメリカでシングルカットされた。B面は「雨を望めば（One Rainy Wish）」。同年3月30日付のビルボード・Hot 100で82位を記録した。
レコーディングはアルバム録音の最終日（1967年10月29日）に行われた。ジャズ調のアレンジと風変わりな歌詞で知られる。
氷河期よりも前の地球に住んでいた「宇宙人」が久々に戻ってみると、彼が知っていた地球は一変していた。「あるのは焼き尽くされた世界の匂いだ」と彼は評す。やさしく語りかけるように歌いながら、「人間牧場（People farm）」という辛辣な言い方もする。

## カバー・バージョン
- ジルベルト・ジル - 1971年のアルバム『Gilberto Gil』に収録。
- エレン・マキルウェイン - 1972年のアルバム『Honky Tonk Angel』に収録。
- ギル・エヴァンス・オーケストラ - 1974年のアルバム『プレイズ・ジミ・ヘンドリックス』に収録。
- ケニー・ランキン - 1975年のアルバム『Inside』に収録。
- ジョーン・ジェット - 1990年のアルバム『The Hit List』に収録。
- リッキー・リー・ジョーンズ - 1991年のアルバム『ポップ・ポップ』に収録。
- サラ・ジェーン・モリス - 1995年のアルバム『Blue Valentine』に収録。
- タック&パティ - 1995年のアルバム『Learning How To Fly』に収録。
- クレア・マーティン - 2000年のアルバム『Perfect Alibi』に収録。
- ルー・ソロフ - 2000年のアルバム『Rainbow Mountain』に収録[3]。